# Wilhelm Voigt (Architekt)

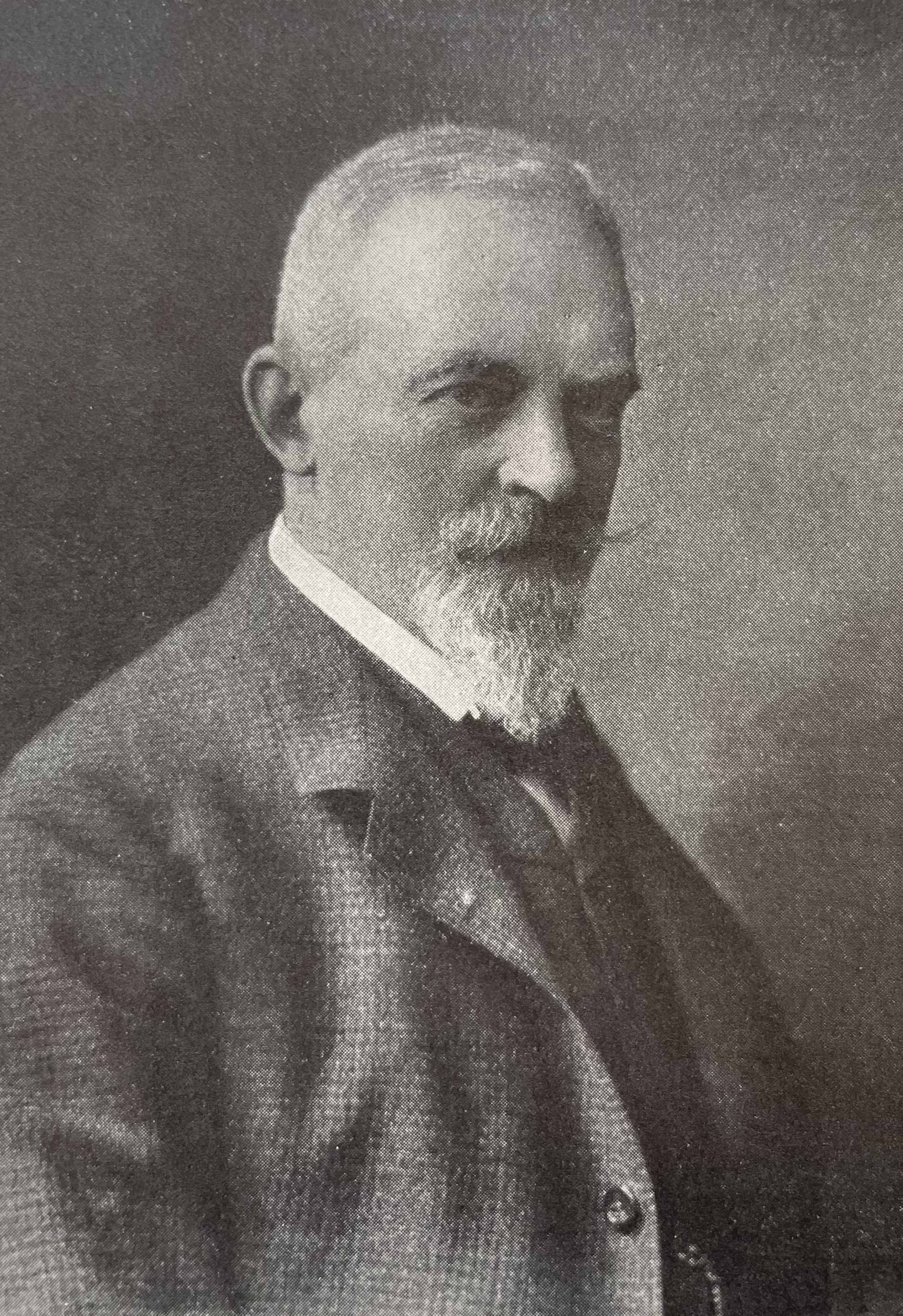
Wilhelm Voigt

Wilhelm Voigt (* 6. Dezember 1857 in Staugaard; † 14. September 1916 in Kiel) war ein deutscher Architekt, der als Kirchenbaumeister des Kieler Kirchengemeindeverbandes zahlreiche Kirchen in Hamburg und Schleswig-Holstein entwarf.

## Leben
Voigt besuchte das Gymnasium in Hadersleben und verwaltete nach dem Tod seiner Eltern für ein Jahr den Hof der Eltern. Von 1880 bis 1885 studierte er Architektur in München und Berlin. Anschließend war er mehrere Jahre in Hamburg tätig, bevor er 1892 nach Kiel ging, wo er als freier Architekt arbeitete.

## Stil
Voigt kam vom Historismus, löste sich aber nach 1900 von der korrekten Stilnachahmung und wandte sich der damals aufkommenden schleswig-holsteinischen Heimatschutzarchitektur zu. Hierbei bediente er sich spätromanischer Details wie Zierfriese sowie rundbogiger Öffnungen und Blendengliederungen.

## Werk (Auswahl)

Grundriss der Kirche St. Jürgen

### Kirchen
- 1904: St.-Jürgen-Kirche in Kiel
- 1904: Maria-Magdalenen-Kirche in Marne[1]
- 1908: Christuskirche in Gundelsby
- 1910: Friedhofskapelle auf dem Parkfriedhof Eichhof
- vor 1912: Kirchturm und Hauptpastorat in Apenrade[2]
- 1910–1911: St.-Michaelis-Kirche in Hassee
- 1910–1912: Lutherkirche in Kiel
- 1913–1914: Osterkirche in Hamburg-Bramfeld

### Weltliche Bauten
- 1895: Villa für Konsul Sophus Schmidt, Apenrader Straße 10 in Flensburg[3]
- 1895–1899: Kreishaus in Meldorf
- 1896: Museum Dithmarscher Altertümer in Meldorf
- 1896: Catharinaheim am Christiansfeldvej 4 A-B in Hadersleben
- 1900: „Goos-Ei“, Denkmal der Dusenddüwelswarf in Hemmingstedt
- 1901–1902: Feierabendheim Pniel, Diakonissen-Altersheim, Duburger Straße 81 in Flensburg[4]
- 1903: neuromanische Sandsteintaufe in der Jakobikirche in Kiel
- 1904–1905: Vereinshaus des evangelisch-lutherischen Jünglings- und Männervereins Matthias Claudius, Nordergraben 70 in Flensburg[5]
- 1908–1910: „Kieler Kaufmann“ in Kiel